# 西家人
西家人为中国未识别民族，主要居住在贵州省黔东南苗族侗族自治州一带，人口有3000多人。至今仍保留有独立的言语（西家苗语）和奇特的生活习俗。目前被中国政府认定为苗族。